# Desmanthus rhabdophorus
Desmanthus rhabdophorus är en svampdjursart som först beskrevs av Jörn Hentschel 1912.  Desmanthus rhabdophorus ingår i släktet Desmanthus och familjen Desmanthidae. Inga underarter finns listade i Catalogue of Life.